# U-591
U-591 je bila nemška vojaška podmornica Kriegsmarine, ki je bila dejavna med drugo svetovno vojno.

## Zgodovina
Podmornica je bila potopljena 30. julija 1943 v južnem Atlantiku med ameriškem zračnim napadom; umrlo je 19 članov posadke, medtem ko je preživelo 28 podmorničarjev.

## Poveljniki
| Poveljniki |                                    |                          |                                       |
| Št.        | Čin                                | Ime                      | Poveljstvo                            |
| 1.         | Kapitanporočnik (Kapitänleutnant)  | Hans-Jürgen Zetzsche     | 9. oktober 1941 - 8. september 1942   |
| 2.         | Nadporočnik (Oberleutnant zur See) | Peter Schrewe            | 9. september 1942 - 12. november 1942 |
| 3.         | Kapitanporočnik (Kapitänleutnant)  | Hans-Jürgen Zetzsche     | 12. november 1942 - 17. maj 1943      |
| 4.         | Poročnik (Leutnant zur See)        | Joachim Sauerbier (v.d.) | 15. maj 1943 - 17. maj 1943           |
| 5.         | Nadporočnik (Oberleutnant zur See) | Reimar Ziesmer           | 1. junij 1943 - 30. julij 1943        |

## Tehnični podatki
| Kategorije                                    | Podatki                       |
| --------------------------------------------- | ----------------------------- |
| Teža (t): na površju pod površjem polna Teža  | 769 871 1.070                 |
| Dolžina (m) - tlačni trup (m)                 | 67,10 - 50,50                 |
| Širina (m) - tlačni trup (m)                  | 6,20 - 4,70                   |
| Izpodriv (m)                                  | 4,74                          |
| Višina (m)                                    | 9,6                           |
| Moč (hp): na površju pod podvršjem            | 3.200 750                     |
| Hitrost (vozlov): na površju pod podvršjem    | 17,7 7,6                      |
| Doseg (milja/vozel): na površju pod podvršjem | 8.500/10 80/4                 |
| Torpeda/Torpedne cevi                         | 14/5 (4 na premcu, 1 na krmi) |
| Krovni top (mm)                               | 88                            |
| Mine                                          | 26 TMA                        |
| Posadka                                       | 44-52                         |
| Maksimalni potop (m)                          | 220                           |